# نشتی شار مغناطیسی
آزمون نشت شار مغناطیسی، (به انگلیسی: Magnetic flux leakage) یک روش تست غیرمخرب مغناطیسی است که برای تشخیص خوردگی و خوردگی حفره‌ای در مواد فرومغناطیس از جمله فولاد استفاده می‌شود. این تست بیشتر برای سازه‌های فولادی، خطوط لوله و مخازن استفاده می‌شود. به طور کلی در این روش با استفاده از یک میدان مغناطیسی قوی، فولاد مغناطیده می‌شود و در نواحی که حاوی عیبی مانند خوردگی است، میدان مغناطیسی نشت پیدا می‌کند. این نشتی میدان مغناطیسی توسط یک آشکارساز مغناطیسی تشخیص داده و ثبت می‌شود. تحلیلگران می‌توانند با ضبط و تحلیل نمودار میدان نشت، مناطق آسیب دیده را شناسایی کنند و میزان عمق فلز از دست رفته را تخمین بزنند.

## مقدمه‌ای بر بررسی خط لوله
بررسی سلامت یک خط لوله از راه‌های مختلفی انجام می‌شود. ابزارهای بررسی درون خط لوله (ILI) برای رفتن به درون یک خط لوله و جمع‌آوری داده‌ها طراحی شده‌اند. ابزار بررسی درون خط لوله با استفاده از افت مغناطیسی (MFL-ILI) بیشترین مدت زمان استفاده را برای بررسی خط لوله داشته است. ابزارهای MFL-ILI ایجاد شده برای تشخیص و ارزیابی ناحیه‌هایی هستند که دیواره لوله ممکن است به وسیله خوردگی آسیب ببیند. نسخه‌های پیشرفته‌تر به دلیل تعداد افزوده شده‌ی حسگرهای آنها به عنوان "با وضوح بالا" شناخته می‌شوند. MFL-ILI با وضوح بالا امکان شناسایی مطمئن‌تر و دقیق‌تر نقص‌ها در یک خط لوله را فراهم می‌کنند، بنابراین نیاز به حفاری‌های گران‌قیمت برای تایید کاوش کاهش می‌یابد. ارزیابی دقیق نقص‌های خط لوله می‌تواند به فرآیند تصمیم‌گیری در چارچوب برنامه مدیریت سلامت و حفاظت خط لوله را کمک کند و برنامه‌های حفاری می‌توانند به جای کالیبراسیون یا کاوش‌های اکتشافی، روی تعمیرات مورد نیاز تمرکز کنند. بهره‌گیری از اطلاعات حاصل از یک بازرسی MFL-ILI به تنهایی به لحاظ هزینه‌ای موثر نیست بلکه می‌تواند یک سنگ بنای بسیار ارزشمند برای برنامه مدیریت سلامت خط لوله باشد.
تأمین قابل اعتماد و حمل و نقل محصول به نحوی ایمن و مقرون به صرفه، یک هدف اصلی برای اکثر شرکت‌های کارگزار خطوط لوله است؛ مدیریت سلامت خط لوله در حفظ این هدف بسیار حیاتی است. برنامه‌های بازرسی درون خط لوله یکی از موثرترین وسایل برای جمع‌آوری داده‌ها است که می‌تواند به عنوان پایه اصلی برنامه مدیریت سلامت استفاده شود. ابزارهای مختلف بازرسی درون خط لوله وجود دارند که انواع مختلفی از عیوب خط لوله را شناسایی می‌کنند. با این حال، ابزارهای با وضوح بالا با استفاده از فناوری میدان مغناطیسی (MFL) به طور فزاینده‌ای شیوع یافته‌اند، زیرا کاربردهای آنها به مراتب بیشتر از کاربردهایی است که ابتدا برای آن طراحی شده بود. این ابزارها ابتدا برای تشخیص ناحیه‌های از دست رفتن فلز طراحی شده بودند، اما ابزار با وضوح بالا امروزه نشان می‌دهد که می‌تواند به دقت شدت ویژگی‌های خوردگی را ارزیابی کند، دنت‌ها، چروک‌ها، انبساط‌ها و ترک‌ها را تعریف کند. 

## نحوه کارکرد اجزا و آزمون
به طور معمول، ابزار MFL از دو بدنه یا بیشتر تشکیل شده است. یک بدنه مغناطیس‌ساز با آهنرباها و حسگرها و بدنه‌های دیگر حاوی الکترونیک و باتری‌ها است. بدنه مغناطیس‌ساز حاوی حسگرها است که بین آهنرباهای قدرتمند "زمینه‌های نادر" قرار دارند. آهنرباها بین محورها و بدنه ابزار نصب شده‌اند تا یک مدار مغناطیسی در امتداد دیوار لوله ایجاد شود. هنگامی که ابزار در امتداد لوله حرکت می‌کند، حسگرها انقطاعات در مدار مغناطیسی را تشخیص می‌دهند.
انقطاعات به طور معمول توسط از دست رفتن فلز ناشی از خوردگی ایجاد می‌شوند و به عنوان "ویژگی" نشان داده می‌شوند. ویژگی‌های دیگر ممکن است عیوب ساختاری یا زخم‌های فیزیکی باشند. نشانه یا "خواندن" ویژگی شامل طول، عرض، عمق و موقعیت ساعتگرد ناهموار/ویژگی است. از دست رفتن فلز در یک مدار مغناطیسی مشابه یک سنگ در یک رودخانه است. مغناطیس نیاز به فلز دارد تا جریان یابد و در عدم وجود آن، جریان مغناطیسی دور، بالا یا پایین می‌رود تا مسیر نسبی از یک آهنربا به آهنربای دیگر حفظ شود، مشابه جریان آب دور یک سنگ در یک رودخانه. حسگرها تغییرات در میدان مغناطیسی در سه جهت (محوری، شعاعی یا محیطی) را تشخیص می‌دهند تا ناهمسانگرد را مشخص کنند. حسگرها معمولاً به طور محوری جهت‌دهی می‌شوند که محدوده داده‌ها را به شرایط محوری در طول خط لوله محدود می‌کند.

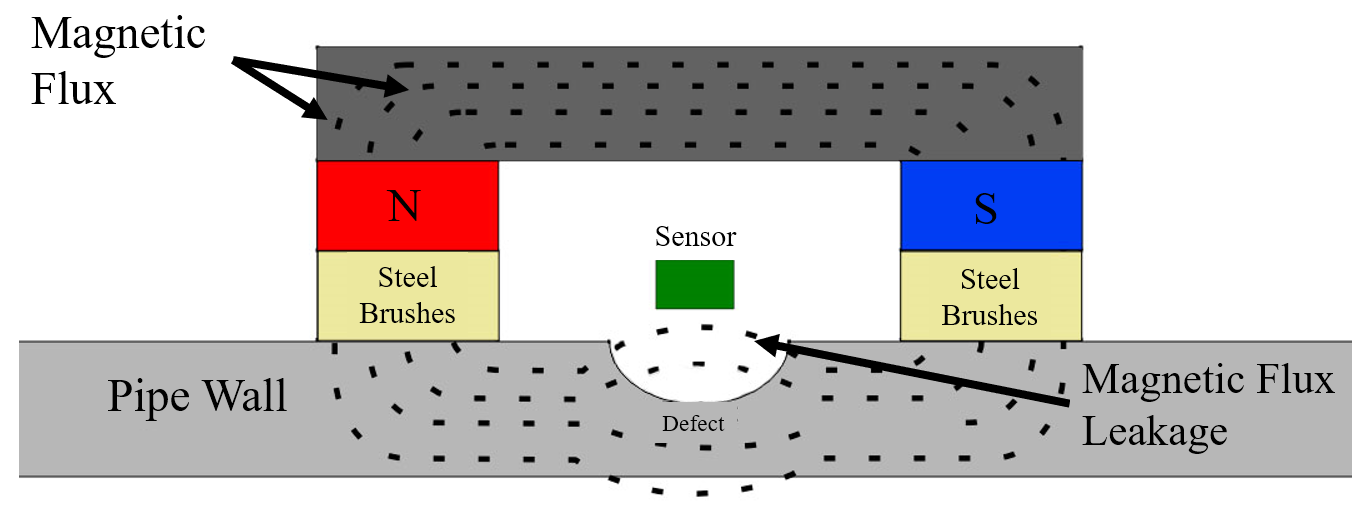
روش تشخیص خوردگی در آزمون نشتی شار مغناطیسی

طراحی‌های دیگر از پیگ‌های هوشمند ممکن است به داده‌های جهت‌دهی دیگر بپردازند یا وظایف کاملاً متفاوتی نسبت به یک ابزار MFL استفاده کنند. اغلب اپراتورها ممکن است یک سری ابزار بازرسی را اجرا کنند تا به تأیید یا تأیید خواندن MFL کمک کنند و برعکس. یک ابزار MFL می‌تواند بر اساس مسافتی که ابزار حرکت می‌کند یا بر اساس گام‌های زمانی خواندگی حسگر انجام دهد. انتخاب بستگی به عوامل مختلفی مانند طول مسیر، سرعتی که ابزار قصد دارد حرکت کند، و تعداد توقف‌ها یا قطعاتی که ابزار ممکن است تجربه کند دارد.
بدنه دوم "Electronics Can" نامیده می‌شود. این بخش ممکن است بر اساس اندازه ابزار به تعدادی از بدنه‌ها تقسیم شود و الکترونیک‌های لازم برای عملکرد پیگ را شامل می‌شود. این شامل باتری‌ها و در برخی موارد یک واحد اندازه‌گیری اینرسی (IMU) برای اتصال اطلاعات مکان به مختصات GPS است. در پشتین ابزار، چرخ‌های اودومتر واقع شده‌اند که در امتداد داخل خط لوله حرکت کرده و مسافت و سرعت ابزار را اندازه‌گیری می‌کنند.

## قاعده آزمون نشتی شار مغناطیسی
هنگامی که یک ابزار MFL خط لوله را طی می‌کند، یک مدار مغناطیسی بین دیوار لوله و ابزار ایجاد می‌شود. معمولاً فرچه‌ها به عنوان یک فرستنده جریان مغناطیسی از ابزار به دیوار لوله عمل می‌کنند، و به دلیل اینکه آهنرباها به جهت‌های مخالف ترتیب داده شده‌اند، یک جریان یا شار در یک الگوی بیضوی ایجاد می‌شود. ابزارهای MFL با فیلد مغناطیسی بالا، دیوار لوله را تا زمانی که دیوار لوله دیگر نتواند شار بیشتری را نگه دارد، با شار مغناطیسی اشباع می‌کنند. شار باقی‌مانده از دیوار لوله خارج شده و توسط سنسورهای هال افکت سه‌محوره که به طور استراتژیک قرار داده شده‌اند، می‌توانند به دقت بردار سه بعدی میدان نشت شار را اندازه‌گیری کنند.

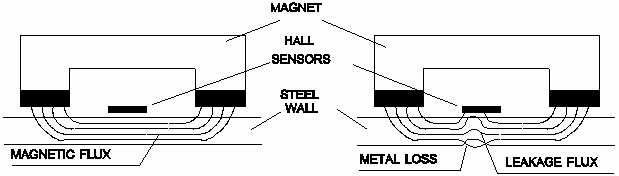
اجزا و روش آزمون نشتی شار مغناطیسی

با توجه به اینکه نشت شار مغناطیسی یک مقدار برداری است و یک سنسور هال فقط می‌تواند در یک جهت اندازه‌گیری کند، سه سنسور باید درون یک سنسور اصلی قرار گیرند تا بتوانند به دقت مؤلفه‌های محوری، شعاعی و محیطی یک سیگنال MFL را اندازه‌گیری کنند. مؤلفه محوری سیگنال بردار به وسیله یک سنسوری که عمود بر محور لوله نصب شده است اندازه‌گیری می‌شود، و سنسور شعاعی برای اندازه‌گیری قدرت شاری که از لوله نشت می‌کند نصب شده است. مؤلفه محیطی سیگنال بردار می‌تواند توسط نصب یک سنسور عمود بر این میدان اندازه‌گیری شود. ابزارهای MFL اولیه تنها مؤلفه محوری را ثبت می‌کردند، اما ابزارهای با وضوح بالا به طور معمول تمام سه مؤلفه را اندازه‌گیری می‌کنند. برای تشخیص اینکه ایا از دست رفتن فلز در سطح داخلی یا خارجی یک لوله رخ داده است، یک سنسور جریان ادی جداگانه برای نشان دادن مکان سطح دیوار ناهموار استفاده می‌شود. واحد اندازه‌گیری هنگام حس کردن یک سیگنال MFL گوس یا تسلا است و به طور کلی، هر چه تغییر در میدان مغناطیسی شناخته شده بزرگتر باشد، اندازه ناهمواری بزرگتر است.